# Hédi Baccouche
Hédi Baccouche fue un político tunecino, nacido en Hammam Sousse el 15 de enero de 1930 y fue primer ministro del 7 de noviembre de 1987 al 27 de septiembre de 1989.

## Biografía
Nació en Hammam Sousse el 15 de enero de 1930, se licenció en Letras en París y ocupó el cargo de embajador de Túnez en Suiza, Ciudad del Vaticano entre 1981 y 1982  y Argelia. Fue director del Partido Socialista Desturiano entre marzo de 1984 y 14 de abril de 1987.
Coincidiendo con el inicio de la presidencia de Zine El Abidine Ben Ali tras su golpe de Estado al régimen del que fue el primer presidente de la República de Túnez, Habib Burguiba, ocupó el cargo de primer ministro entre el 7 de noviembre de 1987 y el 27 de septiembre de 1989. Durante este periodo, mantuvo también su puesto de secretario general del Partido Socialista Destouriano, que habría de transformarse en la Agrupación Constitucional Democrática.
En marzo de 2018 publicó su libro de memorias En toute franchise.Témoignage d'un militant pour l'indépendance et le développement de la Tunisie (Sud Éditions). La obra ha sido descrita como una referencia testimonial dirigida a historiadores e «hijos de su país», que narra la visión de los acontecimientos de los que fue testigo Baccouche.
Figura influyente de la política de su país, falleció a los noventa años el 21 de enero de 2020, siendo enterrado en el cementerio de Hammam-Sousse (Túnez).

## Su vida como militante
Comienza su actividad como militante a la edad de 13 años en la Juventud Desturiana, organizando manifestaciones, contribuyendo en la capacitación de sus afiliados, y colaborando con el partido en actividades de mayor calado; tal fue el caso de su participación como representante de las Juventudes en la huelga general de 1946. Durante su adolescencia estuvo muy implicado en actividades de carácter asociativo, llegando a fundar un grupo de Scouts musulmanes en su ciudad con tan solo 15  años. A los 16 años Al Hedí Al Baccouche estableció en su escuela una célula para el partido nueva constitución y se convirtió en un instigador contra el dominio francés, en el año 1952  fue encarcelado por un tiempo determinado y después de su liberación se dirigió hacia Francia. A los 18, fundó una asociación cultural, los Jóvenes Escolares, de la que fue su presidente, mientras que seguía manteniendo una relación estrecha con el Neo-Destur. Desde muy joven desarrolló un sentimiento de devoción hacia Burguiba, participando incluso del grupo de jóvenes que lo ayudaron en su huida a El Cairo. Esta admiración hacia su figura habría de mantenerla incluso al acentuarse las tensiones entre Burguiba y el politburó del partido, encabezado por Salah Ben Youssef, que acabó por producir una enorme fisura en el movimiento nacionalista. 
Estudió ciencias políticas en La Universidad Sorbona de París donde también fue activista político y vicepresidente de la asociación de estudiantes de la nueva constitución Europea, después de su regreso a Túnez se convirtió en un miembro del comité central del partido socialista constitucional, y luego se convierte respectivamente en el gobernador de Sfax y Gabes. También se desempeñó como alcalde de Hammam Sousse de 1960 a 1964. Y luego se convirtió en el director ejecutivo de la oficina nacional y después en asesor del gabinete del primer ministro Hedí Nouira. Y en el año 1981 fue enviado como cónsul general en Lyon, después como embajador en Berna y el vaticano, luego como embajador en Argelia, luego como director de PSD, y en el año 1987 fue nombrado como ministro de asuntos sociales. El 7 de noviembre del 1987 se convirtió en el primer ministro del presidente Zine El Abidine Ben Ali. El 27 de septiembre del 1989 fue relevado Al Baccouche de su cargo para ser sucedido por Hamid Al  Karoui. Permaneció como miembro del comité central del Rally constitucional, pero sin jugar ningún papel político importante. En el 2005, el presidente Ben Ali li nombró como miembro de la cámara de concejeros, cargo que ocupó hasta el 14 de enero del 2011.

## Después de la independencia de Túnez en 1956
Después de la independencia, Al-Baccouche ocupó varios puestos destacados en el partido y el gobierno, llegando a ser nombrado gobernador en varios estados, incluidos Bizerte, Sfax y Gabes, y fue una de los pocas personalidades que desempeñaron un papel importante en los períodos de Ben Ali y Bourguiba.

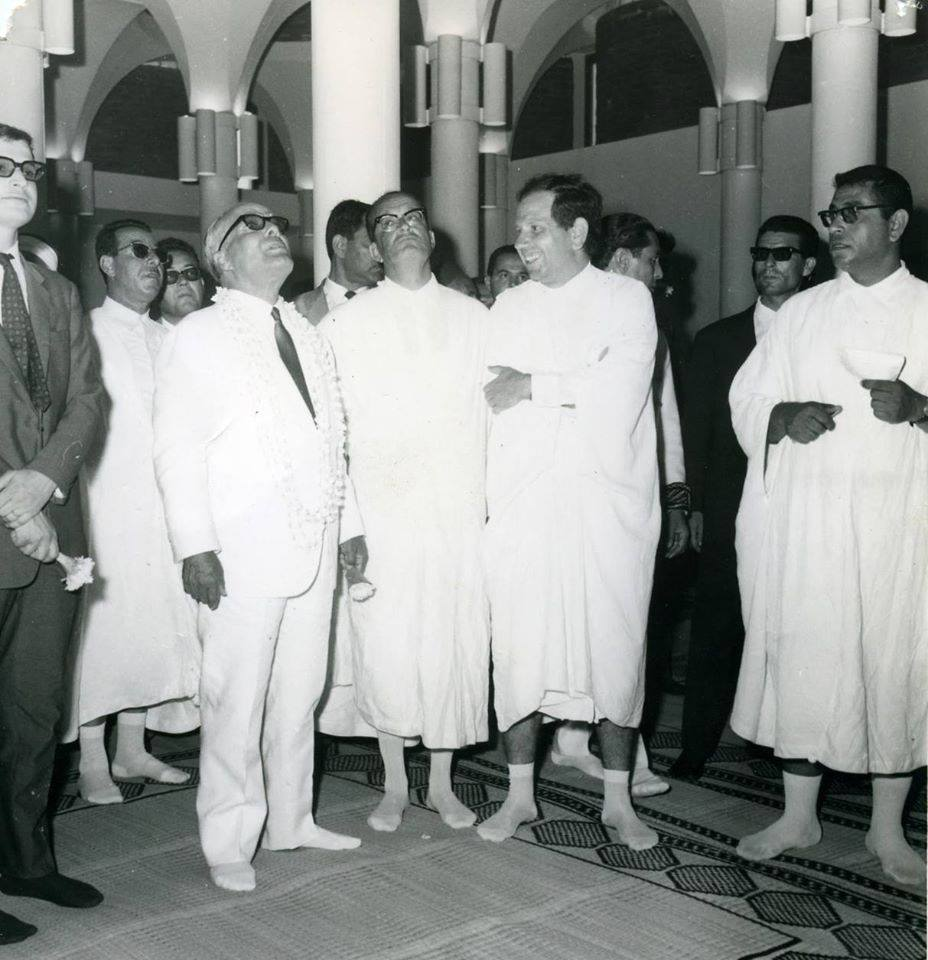
Habib Bourguiba inspección una mezquita en Túnez. y Hédi Baccouche. antes del 1980.

En 1960, Al-Baccouche se desempeñó como funcionario del partido en Sousa con Abd al-Majid Rizkallah, y alcanzó el cargo de subdirector en 1961, hasta convertirse finalmente en director del partido. Posteriormente, ejerció de asesor para Hadi Nouira entre los años 1978 y 1979, momento en el que intentó cambiar y reformar el modus operandi del partido. En estos esfuerzos,  organizó una conferencia para tratar la transformación y restructuración del partido en 1979, donde enfrentó incontables acusaciones para ser luego destituido de sus funciones.

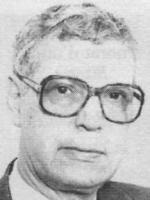
Hedi Baccouche, primer ministro de Túnez desde 1987 hasta 1989

Al-Baccouche fue nombrado embajador en el Vaticano entre 1981 y 1982, antes de convertirse en embajador en Argelia.  Luego, el 16 de marzo de 1984, fue nombrado director del Partido Socialista Constitucional. En 1987 fue nombrado ministro de Asuntos Sociales y, tras el Movimiento del 7 de noviembre de 1987, se convirtió en primer ministro del gobierno de Zine El Abidine Ben Ali, quien encabezó el movimiento que derrocó al régimen de Bourguiba. Al-Baccouche fue quien redactó el manifiesto del Movimiento del 7 de noviembre de 1987. El documento, leído por Zine El Abidine Ben Ali, anunciaba su toma del poder después de Habib Bourguiba, y reivindicaba el pluralismo, la democracia y el pacto nacional, superar las diferencias con Gaddafi y apoyar las relaciones con Argelia como principios de su mandato. La independencia llegó en forma de estado soberano, y adentró a Túnez en la modernidad. El desarrollo económico se equiparó con los niveles de otros países, y las relaciones exteriores se vieron fortalecidas. Al-Baccouche fue destituido de su cargo el 27 de septiembre de 1989, si bien siguió siendo miembro del Comité Central de La Agrupación Constitucional Democrática.

## Su salida del ministerio
Las crecientes tensiones en las relaciones entre Ben Ali y Baccouche provocaron la caída de este último del poder el 27 de septiembre de 1989. Sin embargo, como relata Bernabé López García, no era la primera víctima de las maquinaciones de la camarilla de un presidente que había logrado, a juicio de Baccouche, «concentrar todos los poderes» y que ya se habían cobrado un año antes la reputación de otro íntimo colaborador, Habib Ammar, que ocupaba la cartera de interior. 
“Para Baccouche, su salida del ministerio representaba un fracaso añadido a otros anteriores que desacreditaban su compromiso político, como lo fueron sus apuestas por la experiencia socialista de Ben Salah, o por la apertura de Hédi Nouira, que nunca pudo llevar a término.”
Así lo narra Baccouche: «Pensé que asociándome al cambio del 7 de noviembre me valdría de los medios para compensar los fracasos pasados, abrir perspectivas movilizadoras para la juventud, asumir nuestros logros por insuficientes que fuesen, mejorarlos y realizar mis grandes ambiciones para el país, pero no ha sido posible y con mi partida del gobierno, recreo un nuevo y último fracaso. De ahí mi tristeza y mi queja» (Baccouche).

## Publicaciones y transmisiones de la historia de Túnez antes de su muerte
En 2018 publicó el libro En toute Franchise Témoignage d´un militant pour l´indépendance et le développement de la Tunisie. Un libro de memorias de gran interés para la historia tunecina. En esta obra el autor habla sin tapujos y de manera directa sobre lo que vivió y presenció. Este libro se divide en cuatro partes correspondiendo con el transcurso de la vida del autor. La primera parte describe su juventud; la segunda relata su vida política bajo el burguibismo; la tercera bajo el poder de Ben Ali y la última narra la nueva etapa del país tras la revolución de 2011.

## Fallecimiento
Hédi Baccouche falleció el 21 de enero de 2020 en la ciudad de Túnez, a la edad de 90 años, siendo considerado como una de las figuras más influyentes de la vida política de los últimos años en la historia de su país.